# Anna Levin
 Der er for få eller ingen kildehenvisninger i denne artikel, hvilket er et problem. Du kan hjælpe ved at angive troværdige kilder til de påstande, som fremføres i artiklen.

Anna Levin født Anna Caroline Lasenia Ferslew (25. juli 1862 i København - 28. december 1937 i København) var en dansk rigmandsdatter og forfatter.
Anna Levin var datter af avisudgiver J. C. Ferslew og Anna Johanne f. Lindholm. Som arving til sin faders store formue var hun i 1880'erne en eftertragtet frøken. Hun giftede sig i 1887 med den jødiske overretssagfører Carl Levin, søn af grosserer Harry Levin og broder til forfatter Poul Levin samt en søster, som var gift med fabrikant Harald Bing. 
Carl Levin, som var litterært interesseret, blev i 1908 udnævnt censor for privatteatrene af justitsminister P. A. Alberti. Denne virksom var imidlertid kortvarig og gjorde ham særdeles upopulær i teatermiljøet. 
I 1910 døde Anna Levins fader, hvis virksomhed var testamenteret hans datter og hans søn, fabriksejer Christian Ferslew. Carl Levin forøgede sin formue med millionbeløb som gullaschbaron under 1. verdenskrig og opførte det imponerende palæ Strandbjerg i Rungsted, hvor ægteparret samlede Københavns overklasse. Familien var blandt de rigeste familier i krigstiden, men formuen mindskedes efter krigen, og Carl Levin blev gældsat. 
Da Anna Levins broder døde i 1925, blev hun eneejer af De Ferslewske Blade, som hendes mand forvaltede, men i de følgende år mistede virksomheden adskillige blade og fabrikker, og værdierne forsvandt. Hun måtte således indstille sig på en anderledes, uvant tilværelse i meget beskedne kår.
I denne sidste periode af sit liv skrev Anna Levin en bog om den Ferslewske slægt, en vigtig førstehåndsskildring af Københavns overklassemiljø i slutningen af 1800-tallet, samt en bog om forfatter Herman Bang, som var nært knyttet til hendes familie i sin ungdom. 
Anna Levin og Carl Levin fik tre døtre, deriblandt maler Annette Houth. En anden datter giftede sig med generalsekretær Christian Herforth, søn af kreditforeningsdirektør Carl Herforth. 